# 尖塔笔螺
尖塔笔螺（学名：Mitropifex obeliscus），是新腹足目笔螺科Mitropifex属的一种。主要分布于中国大陆，常栖息在潮下带。